# Smart 3
Правильна назва цієї сторінки — Smart #3, але її не можна використовувати через технічні обмеження.
Smart #3 (стилізований як «smart #3») — компактний електричний кросовер, розроблений і вироблений компанією Smart Automobile, спільним підприємством Mercedes-Benz Group і Geely Holding.   
Це другий автомобіль, вироблений спільним підприємством. Модель базується на платформі для електромобілів Sustainable Experience Architecture (SEA), розробленій Geely. 

## Огляд

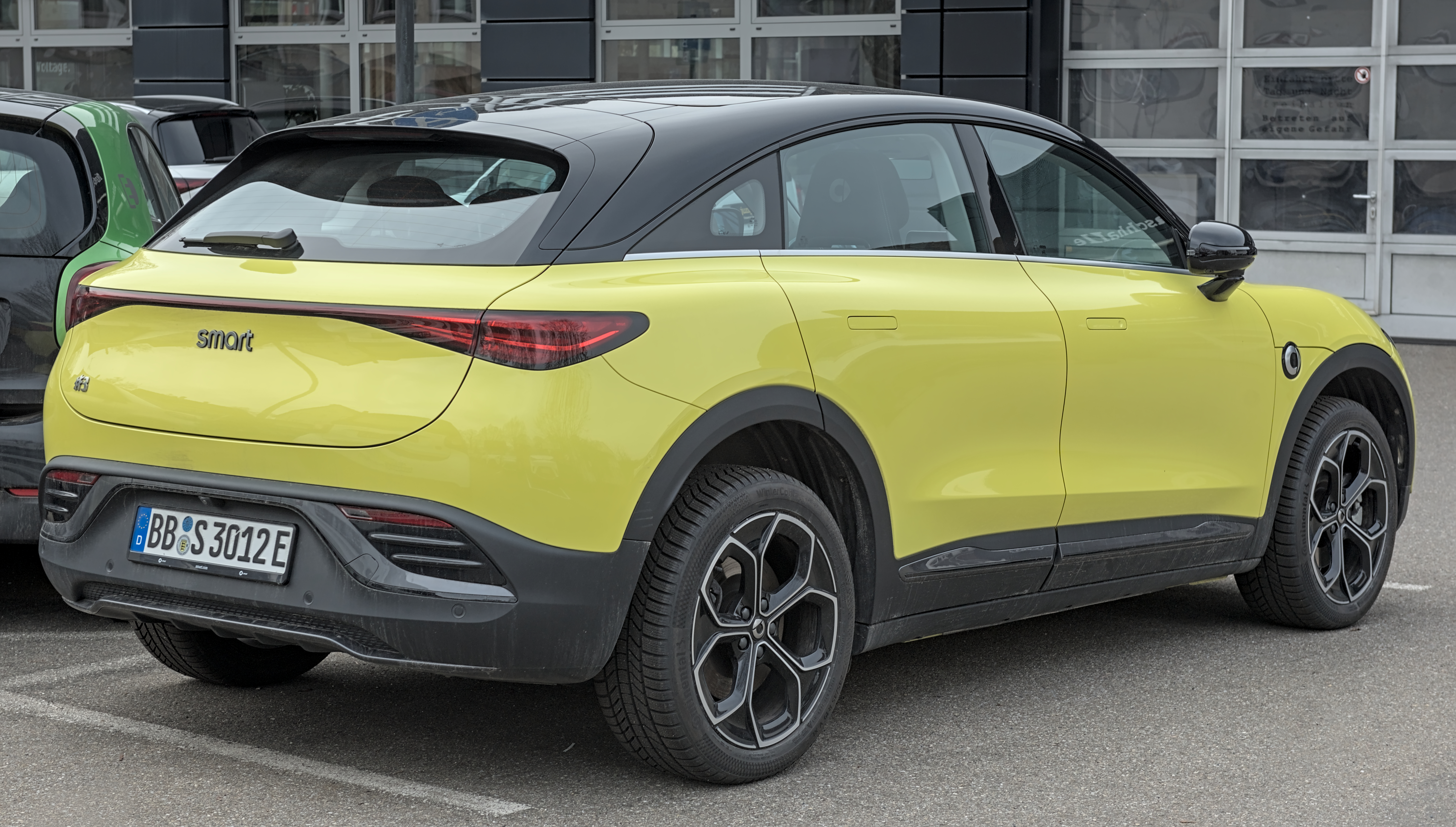

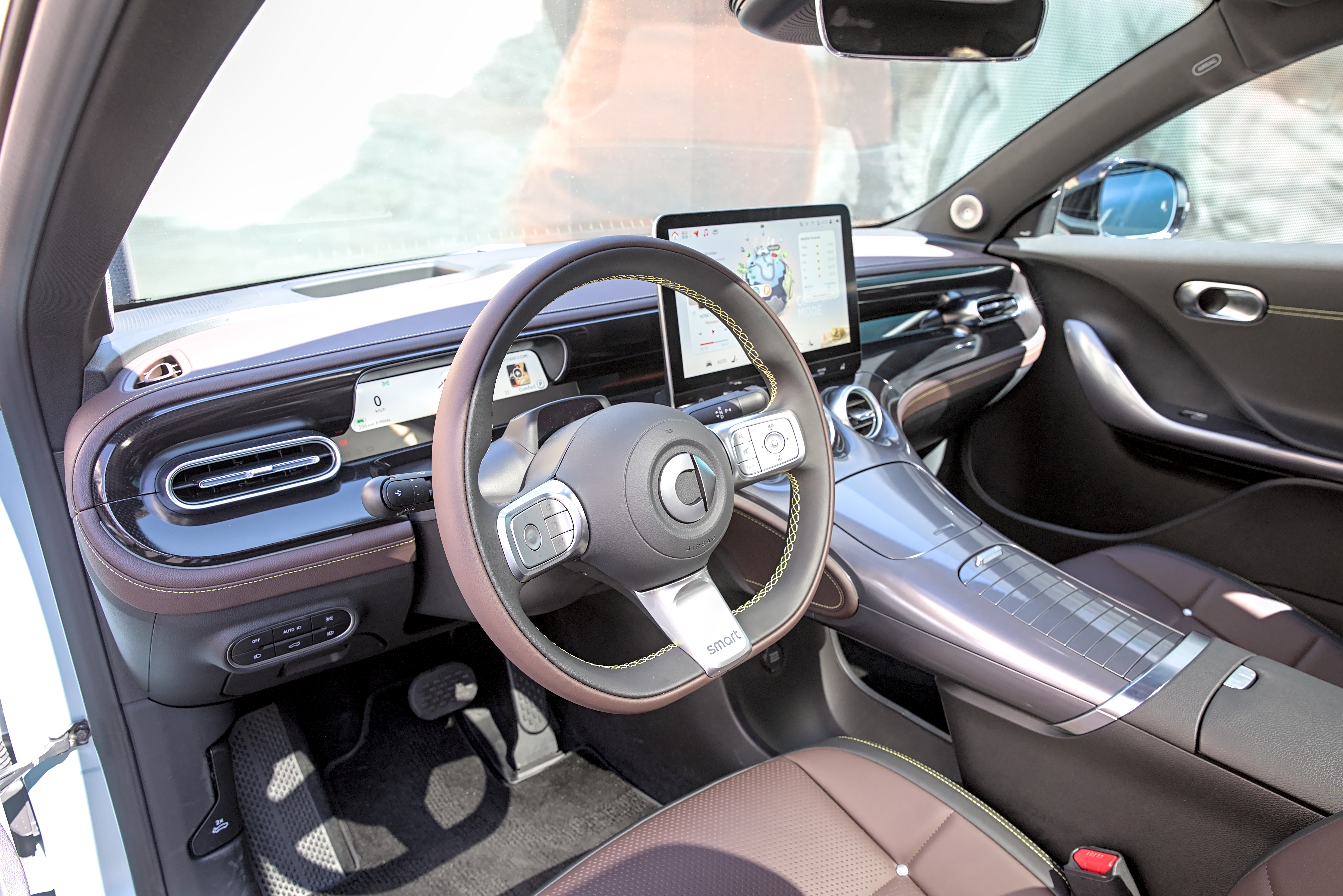

Прем'єра Smart #3 відбулася 17 квітня 2023 року на автосалоні в Шанхаї.  Європейська прем’єра моделі відбулася на IAA у вересні 2023 року, а продажі там розпочалися на початку 2024 року.